# ماثيو ستيرلينغ
ماثيو ستيرلينغ (بالإنجليزية: Matthew Stirling)‏ هو عالم إنسان أمريكي، ولد في 28 أغسطس 1896 في ساليناس في الولايات المتحدة، وتوفي في 23 يناير 1975.

## وصلات خارجية
- ماثيو ستيرلينغ على موقع الموسوعة البريطانية (الإنجليزية)